# Эссельстин, Колдуэлл
Колдуэлл Блейкман Эссельстин младший (англ. Caldwell Blakeman Esselstyn Jr., 12 декабря 1933) — американский врач, диетолог, писатель и Олимпийский чемпион по гребле (1956).

## Биография
Родился в Нью-Йорке в еврейской семье в 1933 году. Закончил Йельский университет в 1956, где стал членом общества Череп и кости. Выступал на Олимпийских играх 1956 года в Сиднее, выиграв золотую медаль по гребле на восьмёрках в команде США.
В 1961 году получил степень доктора медицины. В 1968 году был хирургом на войне во Вьетнаме, награждён Бронзовой звездой. С 1991 года занимал пост Президента Американской ассоциации эндокринных хирургов.

## Диетология
С 1985 года Эссельстин начал искать пути помощи больным своей хирургической практики, состояние некоторых из которых было настолько плохим, что их смерть была вопросом ближайшего времени. Также он занялся собственным здоровьем, поскольку и в его семье имелись ранние смерти. В результате этой работы была разработана цельная, растительная диета, которая позволила существенно улучшить состояние больных. Её основные принципы:
Запрещено
- Мясо, птица, рыба
- Молочные продукты
- Любое масло («ни капли»)
- Орехи и авокадо

Разрешено
- Любые овощи
- Любые бобовые
- Цельнозерновые продукты (без масла)
- Любые плоды (кроме авокадо)

В своей книге Эссельстин пишет: «У меня ясное и безусловное послание: коронарной недостаточности не должно быть, а если она есть, то она не должна прогрессировать. Я мечтаю, что однажды мы полностью справимся с сердечными заболеваниями, этим бичом сытого современного Запада, вместе с впечатляющим списком других хронических болезней».
Поклонником диеты Эссельстина является бывший президент США Билл Клинтон.

## Фильмография
- «Вилки против ножей» (2011) — документальный фильм